# Diacetonakrylamid
Diacetonakrylamid je bílá nebo nažloutlá krystalická látka. Jedná se o funkční monomer obsahující dvě reaktivní skupiny, tedy N-substituovaný amid a keton. Keton skupina ochotně reaguje s monomery s dvojnou vazbou (ethylen,...) čímž se do polymeru zavede ketonkarbonylová skupina. Ta snadno reaguje s primárními aminy a iminy a může tak docházet k síťovacím reakcím či větvení polymeru. Této vlastnosti se využívá k přípravě lepidel, zahušťovadel nebo síťovacích činidel.

## Chemické a fyzikální vlastnosti
Diacetonakrylamid je také označován jako difenacylamin, acetylaceton akrylamid, diaceton methakrylamid), zkráceně DAAM.
Jedná se o bezbarvou až světle žlutou krystalickou pevnou látku, která je po roztavení bezbarvá. DAAM je rozpustný ve vodě, methanolu, methylchloridu, benzenu, acetonitrilu, ethanolu, acetonu, tetrahydrofuranu, chloroformu a dalších silných organických rozpouštědlech. Má hygroskopické vlastnosti, je nutné ho skladovat na chladném místě. Jde o stabilní látku s dlouhou životností u které nedochází k degradaci při dlouhodobém skladování. Je také tepelně stabilní a lze ji destilovat za sníženého tlaku bez rozkladu. Slabý zápach, vysoká hydrofilita a rozpustnost v mnoha organických rozpouštědlech, jakož i výhodný toxikologický profil odlišují diacetonakrylamid od jiných reaktivních monomerů.

## Syntéza
Diacetonakrylamid lze připravit Ritterovou reakcí. Sulfonací akrylonitrilu s acetonem vznikne silně exotermickou reakcí sulfonovaný meziprodukt, který je následně hydrolyzován na DAAM.

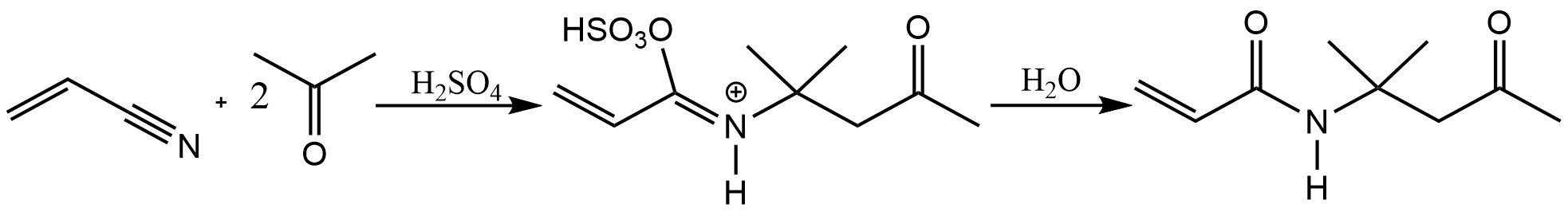

Na počátku Ritterovi reakce probíhá tvorba karbokationtů působením silných minerálních kyselin na diacetonalkohol vzniklý jako meziprodukt z acetonu, přičemž i pod přísnou kontrolou reakční teploty vzniká velké množství vedlejších produktů  (včetně terc-butanolu , mesitylu oxid, diacetonalkohol, mesitylen , foron , isoforon a akrylamid). Pro získání optimálních výtěžků a požadované selektivity produktu jsou dílčí reakce oddělovány (např. pomocí mikroreakční technologie). Tak lze získat výtěžky o čistotě až 78 %. Pro vyšší čistoty, které jsou u radikálových polymeracích často požadovány pro zisk vysoké konverze monomeru a molární hmotnosti polymeru je možné produkt poté krátce destilovat a rekrystalizovat.
Další možnou syntézou je reakce akrylonitrilu s 1,1-dimethyl-3-oxobutanolem

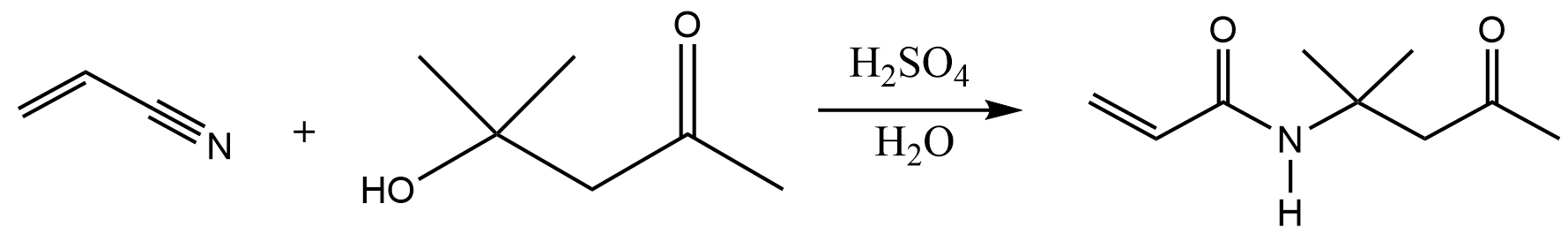

nebo pomocí acetonových kondenzačních produktů diacetonalkoholu a mesityloxidu.
N-substituované akrylamidy mohou být také připraveny z acetylenu, oxidu uhelnatého a aminu s použitím katalyzátoru železa nebo karbonylu niklu. Tak lze připravit produkt o čistotě 99+ %.

## Aplikace a využití
Diacetonakrylamid obsahuje několik reaktivních skupin jako je amid a imid, keton, akrylát a polymerizovatelná dvojná vazba. Polymerizace DAAM probíhá nad jeho teplotou tání v roztoku při pokojové teplotě. Diacetonový akrylamid tvoří polymery v roztoku nebo emulzi. Může intenzivně reagovat se silnými oxidačními činidly nebo exotermicky s redukčními činidly (jako jsou alkalické kovy a hydridy) za uvolnění plynného vodíku. Exotermicky reaguje s kyselinami i bázemi, nebo podléhá autooxidaci po vystavení vzduchu za vzniku výbušných peroxidů. DAAM homopolymer nebo kopolymer  je sice ve vodě nerozpustný, ale vyznačuje se tzv. „vodním dýcháním“, tedy že míra absorpce je 20–30 % jeho hmotnosti a je schopen tuto vodu uvolnit při vlhkosti prostředí nižší než 60 %. S využitím této vlastnosti se DAAM používá hlavně k výrobě fixačního činidla, laku na vlasy a fotocitlivé pryskyřice.
Ve vodě rozpustný  monomer diacetonakrylamidu se účinně používá pro čiření suspendovanými pevnými látkami. Tento monomer je vysoce reaktivní a tvoří při radikálově iniciované polymeraci ve vodě ve vodě nerozpustné homopolymery a při polymeraci v benzenu homopolymery bobtnající ve vodě.  V kombinacích s jinými monomery se získávají kopolymery akrylonitrilu, akrylamidu nebo vinylacetátu Začlenění diacetonakrylamidových jednotek do polymerní kostry kopolymeru získá polymer hydrofilní vlastnosti. Této vlastnosti se využívá v případech jako je zvýšená propustnost vodních par polymerních filmů nebo kontaktních čoček, zvýšená adheze lepidel a těsnicích materiálů, vyšší pevnost a tendence k tvorbě filmu u laků na vlasy, zpevnění papíru nebo textilních povlaků.
Nejdůležitější aplikace diacetonakrylamidu jako funkčního komonomeru jsou v nátěrech a barvách na vodní bázi, které lze zesíťovat při pokojové teplotě reakcí s dihydrazidem kyseliny adipové

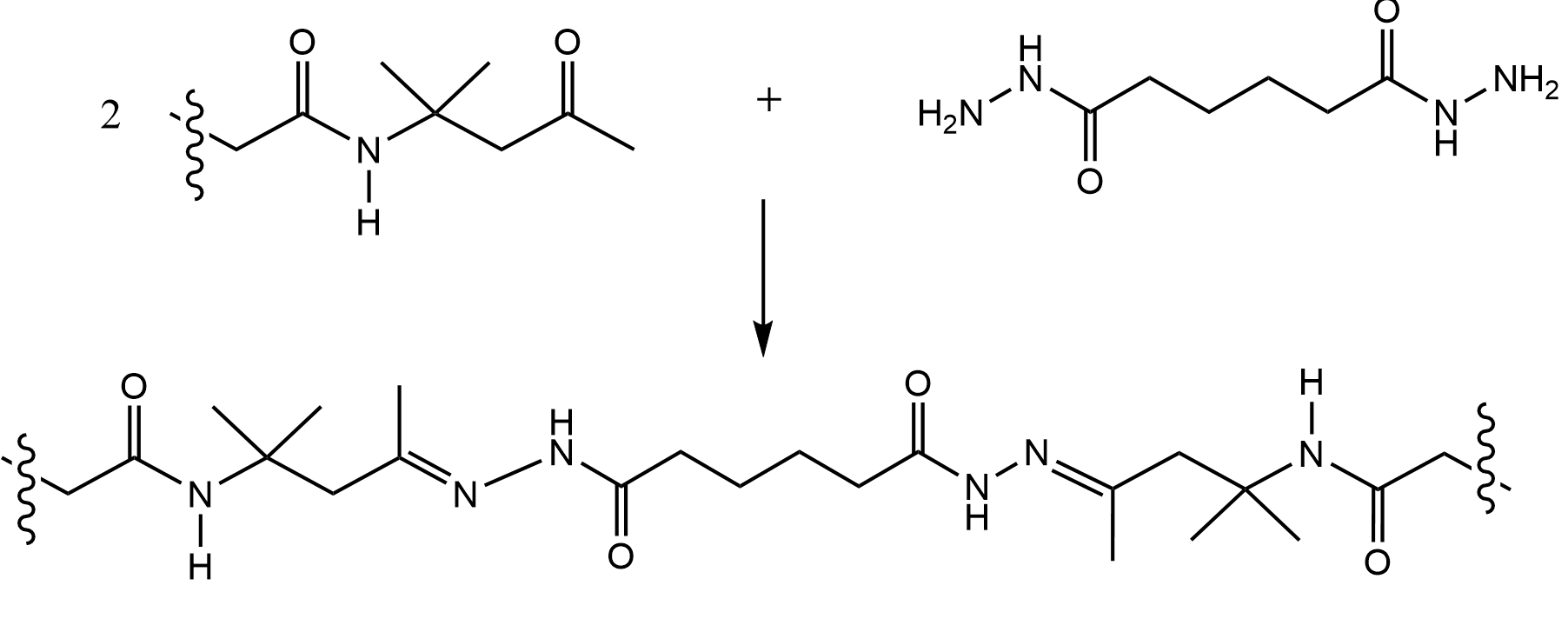

a ve fotosíťotvorných inkoustech a pryskyřicích. Fotocitlivá pryskyřice, vyrobená z jasného pevného diaminového homopolymeru odolného vůči kyselinám a zásadám, může mít vysokou fotosenzitivní rychlost. Po expozici lze část bez obrazu snadno odstranit, aby se získal čistý obraz s dobrou pevností a dobrou odolností vůči rozpouštědlům a voděodolností.
Dalším důležitým využitím DAAM je částečná náhrada želatiny. Želatina se používá ve fotografických emulzích a využívá téměř všech speciálních vlastností želatiny, proto bylo již více než 100 let obtížné najít ideální produkt, který by se dal nahradit. Vysoce čistá fotografická želatina bude v Číně na dlouhou dobu nedostatek. Očekává se, že domácí fotosenzitivní materiály si vyžádají 2500 tun želatiny ročně, ale současná tuzemská produkce fotografické želatiny je jen stovky tun.
Využíván je také jako promotor a modifikátor přilnavosti pro vláknité směsi, cement, sklo, hliník a polyvinylchlorid. Lze z něj vyrobit lepidlo na papír, textilie a polymerní plasty.
DAAM patří do důležité třídy monomerů používaných k přípravě syntetických hydrogelů na bázi akrylamidu/methakrylamidu společně s akrylamidem (AA), N -methakrylamidem (MAA) a N , N -dimethylacrylamidem (DMA)

## Bezpečnost a toxicita
signální slovo : Varování

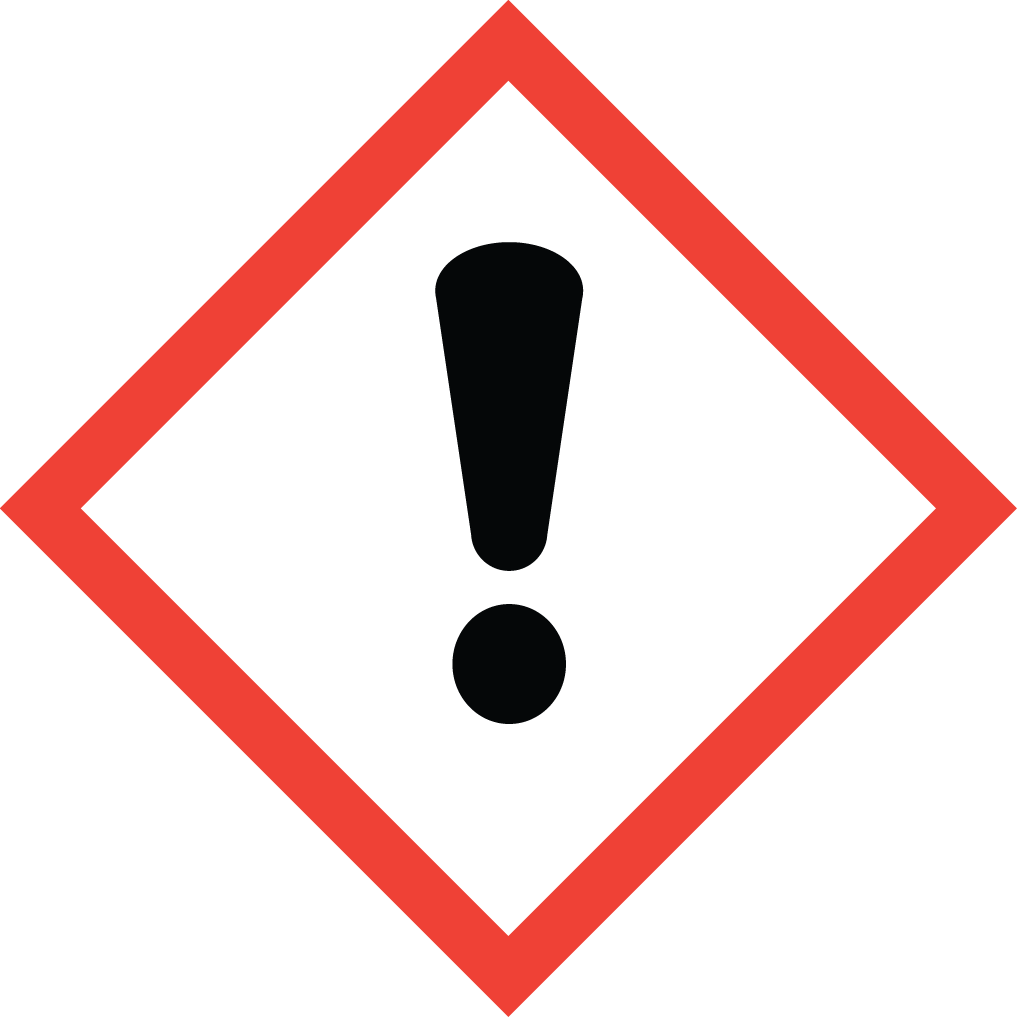
Irritant

H-věty: H302: Zdraví škodlivý při požití ( Akutní toxicita, orální)
H361: Podezření na poškození reprodukční schopnosti nebo plodu v těle matky (Toxicita pro reprodukci)
P-věty:P203, P264, P270, P280, P301+P317, P318, P330, P405 a P501

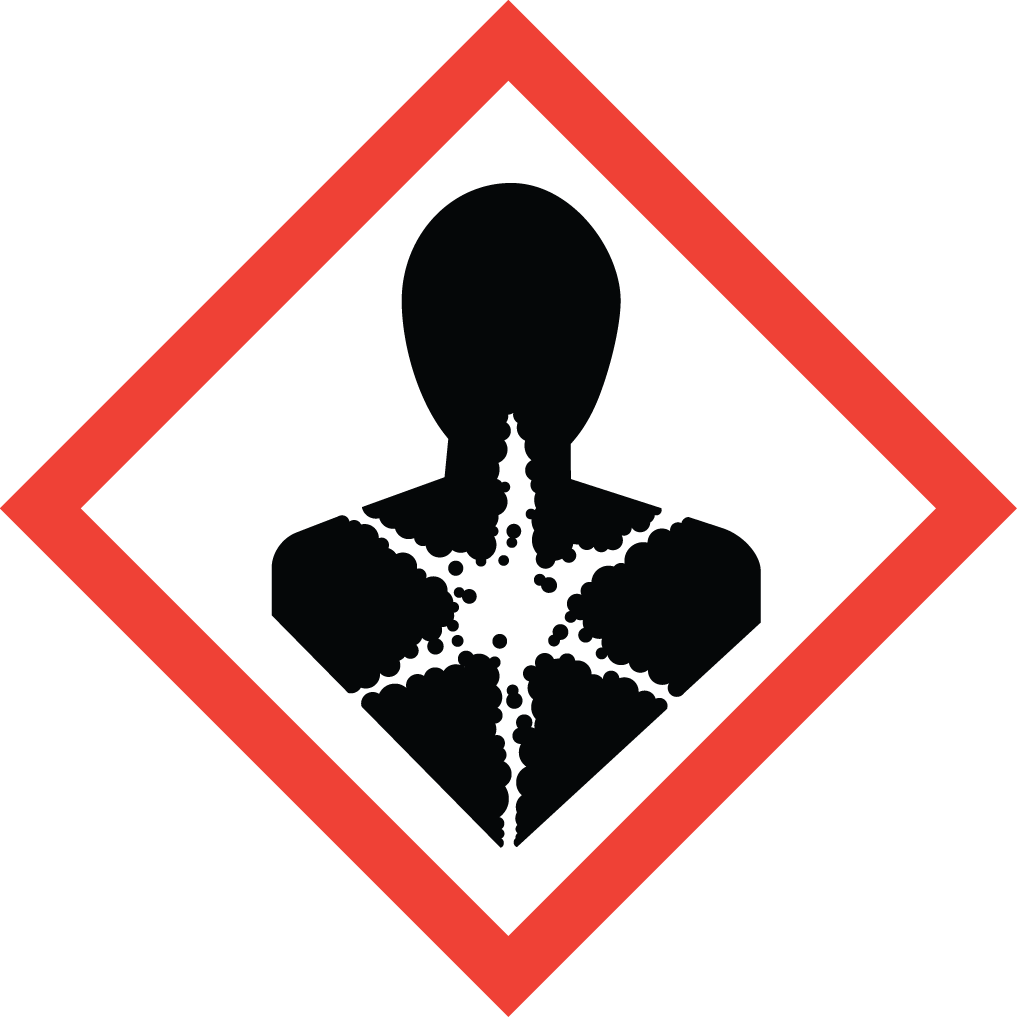
Health hazard

Diacetonakrylamid patří do třídy toxicity Acute tox.4 (100%). Jeho požití je toxické, způsobuje somnolenci a křeče což bylo dokázáno na potkanech u kterých byla zjištěna letální dávka LD50 při orálním podání 1,770 mg·kg−1. Při transdermálních zkouškách na králících byla LD50 > 10,000 mg·kg−1.